# Bartolomeu de Burghersh, 2.º Barão Burghersh

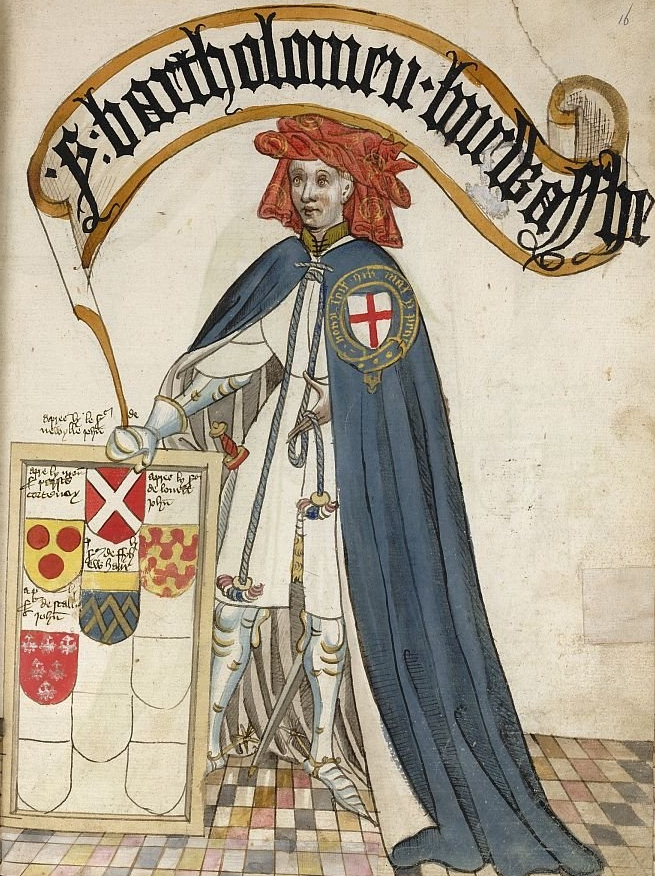
Bartolomeu de Burghersh

Sir Bartolomeu de Burghersh, 2.º Barão Burghersh (antes de 1329 - 5 de abril de 1369) foi um nobre inglês e comandante militar durante a Guerra dos Cem Anos. Em 1348 ele foi um dos cavaleiros fundadores, o nono Cavaleiro da Ordem da Jarreteira.
Bartolomeu lutou primeiro na Guerra da Sucessão da Bretanha, na expedição de 1345. Lutou como um cavaleiro na divisão do Príncipe de Gales na Batalha de Crécy (1346) e esteve presente na Cerco de Calais (1347).